# Algebraïsch element
In de abstracte algebra, een deelgebied van de wiskunde, heet een element {\displaystyle a} in een lichaamsuitbreiding {\displaystyle L} van een lichaam/veld {\displaystyle K} een algebraïsch element over {\displaystyle K}, of gewoon algebraïsch over {\displaystyle K}, als er een polynoom {\displaystyle p} van de graad groter dan 0 en met coëfficiënten in {\displaystyle K} bestaat, zodat {\displaystyle p(a)=0}. Elementen van {\displaystyle L}, die niet algebraïsch zijn over {\displaystyle K}, worden transcendent over {\displaystyle K} genoemd.
De algebraïsche getallen zijn per definitie algebraïsche elementen over de rationale getallen {\displaystyle \mathbb {Q} }. 